# Bertrand I van Forcalquier
Bertrand I van Forcalquier (overleden rond 1151) was van 1129 tot aan zijn dood graaf van Forcalquier. Hij behoorde tot het huis Urgell.

## Levensloop
Bertrand I was de tweede zoon van graaf Willem III van Forcalquier uit diens huwelijk met Garsende, dochter van graaf Guigo III van Albon. 
Na de dood van zijn vader in 1129 werd hij samen met zijn broer Gigo graaf van Forcalquier. Nadat Gigo in 1149 overleed, regeerde Bertrand alleen over het graafschap. De broers moesten verschillende opstanden van de adel onderdrukken om hun autoriteit te kunnen handhaven.
Bertrand I van Forcalquier overleed rond 1151. Zijn zonen Bertrand II en Willem IV volgden hem op.

## Huwelijk en nakomelingen
Bertrand I was gehuwd met Josserande de La Flotte. Ze kregen de volgende kinderen:
- Bertrand II (1145-1207), graaf van Forcalquier
- Willem IV (1150-1209), graaf van Forcalquier
- Josserand (1150-?), heer van Saint-Priest
- Alix (overleden na 1219), huwde met Giraud Amic van Sabran, heer van Châteauneuf